# Герб Горнозаводска
Герб Горнозаводска — официальный символ Горнозаводского муниципального округа Пермского края Российской Федерации.
Ныне действующий герб утверждён Решением Земского Собрания Горнозаводского муниципального района от №60 от 30 сентября 2008 года как герб Горнозаводского муниципального района; переутвержден Решением Горнозаводской городской Думы от 25 сентября 2018 года № 20 как герб Горнозаводского городского округа; переутвержден Решением Думы Горнозаводского городского округа от 18 декабря 2024 года № 119 как герб Горнозаводского муниципального округа.
Внесён в Государственный геральдический регистр Российской Федерации с присвоением регистрационного № 5054.
Этот же герб используется в качестве официального символа Горнозаводского городского поселения.

## Геральдическое описание герба
В лазоревом поле на зеленой оконечности, обремененной разбросанными серебряными камнями, низкая серебряная гряда скал, из-за которой выходит вверх рука, держащая серебряный кристалл ромбовидной формы. Щит увенчан муниципальной короной установленного образца.

## Символика
Обоснование символики: «Недра Уральских гор, где расположен Горнозаводский муниципальный район, богаты различными полезными ископаемыми. Разработка месторождений железной руды способствовала развитию на территории района горнозаводской (металлургической) промышленности. В 1829 году возле посёлка Промысла был найден первый российский алмаз. Кристалл в человеческой руке символизирует природные богатства, благодаря которым развивается район.»

## История
В советское время был утверждён герб, автором которого был Т. Г. Габидуллин. Описание герба: «В голубом щите красная перевязь. В центре герба изображение заводских корпусов, шестерни и литейного ковша, ели и трубоукладчика.»
Решением Земского Собрания Горнозаводского района от 22 сентября 1994 года (уже к 30-летию города) утвержден герб города Горнозаводска. Автором герба вновь стала Татьяна Габидуллина (Рот). Он отменен в 2000 году, так как "не отвечает современным требованиям геральдики".
Решением Земского Собрания Горнозаводского района от 1 сентября 2000 года был утверждён герб города Горнозаводска и Горнозаводского района, разработанный Ю. К. Николаевым и художниками А. П. Зыряновым и Л. А. Колчановой. Описание герба: «В лазоревом поле три разновеликих серебряных горы, из которых возникает обращенная вверх рука натурального цвета в золотом одеянии, держащая серебряный ромб (кристалл) о четырех выделенных сторонах. Оконечность щита зеленая с разбросанными по ней серебряными камнями. Щит венчает серебряная башенная о трех зубцах корона. За щитом два накрест положенные золотые молотки, соединенные Андреевской лентой с наименованием города внизу серебром 'Горнозаводск'. Допускается использование в верхней части щита герба Пермской области.»
- Полный вариант
- Вариант без вольной части
- Вариант без вольной части, без перевитой красной ленты  и надписи "Горнозаводск"